# Mini-Futbol'ny Klub Stalìca
Il Mini-Futbol'ny Klub Stalìca (in bielorusso: Міні-футбольны клуб «Сталіца»), noto semplicemente come Stalìca Minsk (o Stalitsa Minsk secondo la traslitterazione anglosassone),  è una squadra bielorussa di calcio a 5 con sede a Minsk.

## Palmarès
- Campionato bielorusso: 5

2013-14, 2016-17, 2018-19, 2021-22, 2022-23
- Coppa della Bielorussia: 2

2014-15, 2022-23
- Supercoppa della Bielorussia: 3

2014, 2022, 2023